# 阿部貞著
阿部貞著（あべ さだあき）は、日本の作庭家。

## 人物
福島県生まれ。旧制相馬中学校、旧制第二高等学校、東京帝国大学農学部農学科に進学し、原煕に学ぶ。1917年（大正6年）に大学を卒業。卒業論文は「日本庭園ニ於ケル水流及池瀑」で、同期に太田謙吉、坂田静夫、丹羽鼎三、野間守人、森一雄、山本喜誉司らがいる。
卒業後は台湾に渡り、農業研究所に勤める。帰国してからは東京府中に開講した東京高等農林学校（現在の東京農工大学農学部）教員の職に就くが、学生時代から魅せられていた造園家としての道に入る。
建築家の遠藤新とは、旧制中学校から大学までの同期生である。阿部は、遠藤が設計した笹屋ホテル・『乾荘』の庭園『豊年虫』の作庭を担当した。